# Spiegelturm (Quedlinburg)

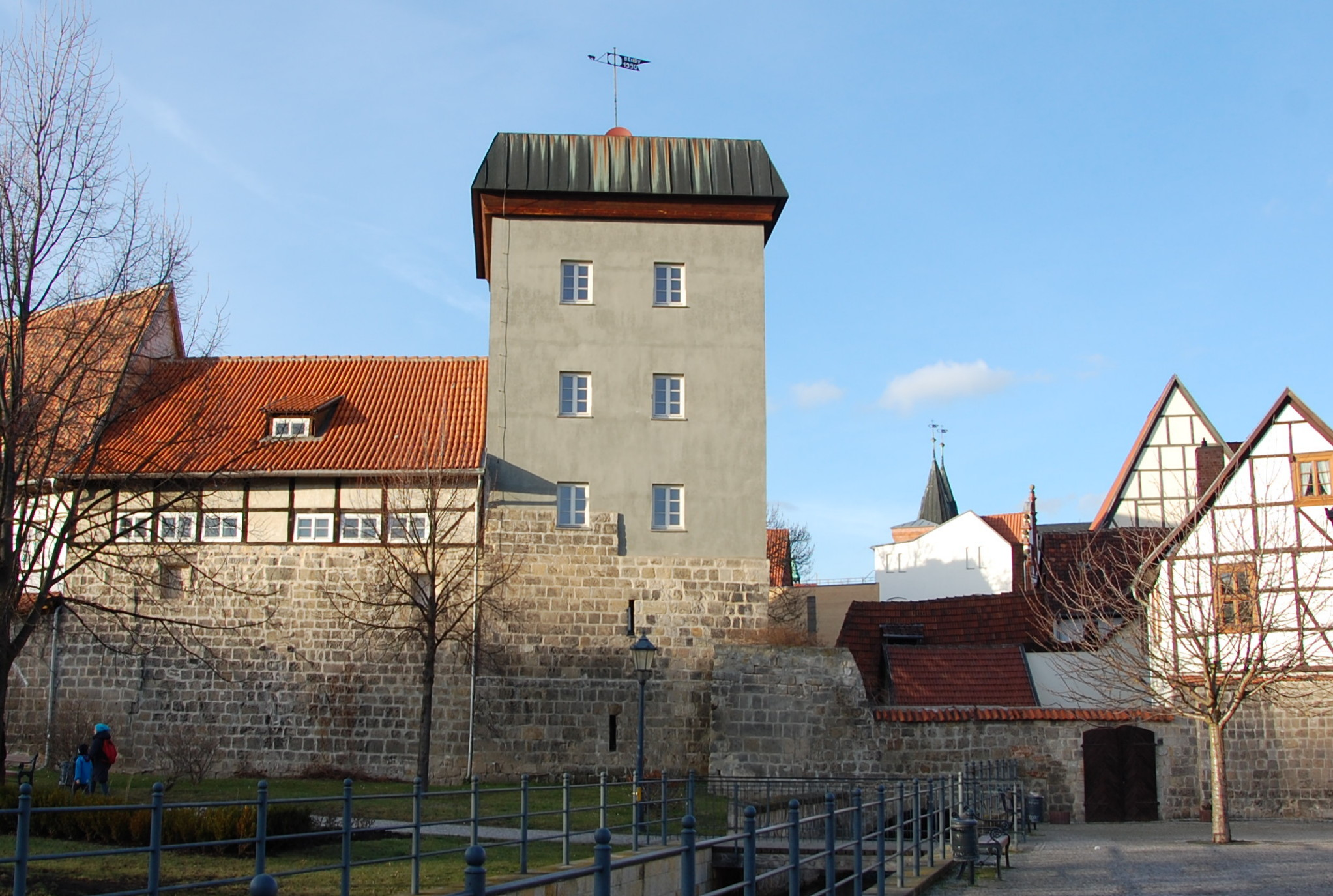
Spiegelturm

Der Spiegelturm, auch als Fleischhofturm bezeichnet, ist ein mittelalterlicher Wehrturm der denkmalgeschützten Stadtbefestigung der Stadt Quedlinburg in Sachsen-Anhalt.

## Lage
Der Turm befindet sich im südlichen Teil der alten Stadtbefestigung der historischen Quedlinburger Altstadt. Unmittelbar an der Ostseite des Turms verläuft der Mühlgraben. Südlich verläuft die Carl-Ritter-Straße.

## Geschichte und Architektur
Der Spiegelturm wurde als Halbschalenturm errichtet und in den benachbarten Fleischhof einbezogen. In seiner Erscheinungsform ähnelte er dem Schreckensdüvel im nördlichen Teil der Altstadt. Bis 1633 war er in seiner ursprünglichen Bauhöhe vorhanden und war mit einem Spitzendach versehen. Er wurde dann zur Hälfte eingekürzt. 1987 erfolgte eine moderne Überbauung der Reste des Turms. In der Zeit der DDR standen nicht die wirtschaftlichen Möglichkeiten zur Verfügung, die ursprünglich Gestalt, mit 18 Meter hoher Spitze und vier jeweils 6,50 Meter hohen Nebentürmen, wiederherzustellen. Es sollte daher zunächst bei einem Turmstumpf bleiben. Die heutige Bedachung war ein 1988 gebautes, unabgestimmtes Provisorium des Bauleiters.